# GIAN (muziekduo)
GIAN, afkorting van Good Intentions Always Needed,  was een Nederlandse muziekduo, bestaande uit Navarone Cole en Isaï Reiziger. In de jaren dat ze actief waren, hebben ze drie ep's uitgebracht; Labyrinth in 2019, Célia in 2020 en Vallende engel in 2021.

## Geschiedenis
Cole en Reiziger vormden het duo in 2018, toen zij samen besloten om een nummer te schrijven. Dit was Hennessy en kenmerkte het begin van het duo. Naast de twee artiesten, werd er ook door een aantal andere artiesten meegeholpen aan het project. Hun vaste producers waren Tjeerd Bomhof (o.a. bekend als zanger en gitarist van Voicst en onder zijn artiestennaam Dazzled Kid) en Matthias Janmaat (van de band Bombay). Ook Bas van Wageningen heeft meegeschreven met meerdere nummers. In 2019 deden ze mee aan de Popronde en stonden ze in het voorprogramma van Mike Shinoda. In juli van hetzelfde jaar werd de debuut-ep Labyrinth uitgebracht.
Na hun snelle doorbraak werd het duo door verschillende muziekplatforms bestempeld als een groot nieuw talent. NPO 3FM deed dit door ze uit te roepen tot 3FM Talent, Red Bull Music noemde het als een van de zeven doorbrekende talenten in 2020 en werden bij MTV genomineerd voor de MTV Push Award 2020. Begin 2020 traden ze op op het muziekfestival Noorderslag. Nadat ze een contract hadden getekende bij muzieklabel Caroline Records, brachten ze in september 2020 de ep Célia uit. Aan het eind van dat jaar leverden ze ook hun bijdrage op het lied Wat ze willen van S10.
GIAN kwam in 2021 met enkele singles (1 stap uit het donker en Suicide club), voordat ze in november 2021 met hun derde ep Vallende engel kwamen. Hierna was het voor lange tijd stil rondom het duo, voordat ze in 2022 bekend maakten dat ze met GIAN gingen stoppen. Voor Reiziger was de reden hiervoor dat het project "te zakelijk" was geworden. Na GIAN ging Reiziger drummen voor de band Goldband en Cole ging zich focussen op zijn solo-carrière. Hij bracht in 2023 zijn debuutalbum Golvend water uit.